# مؤسسه اعتباری دانشگاه

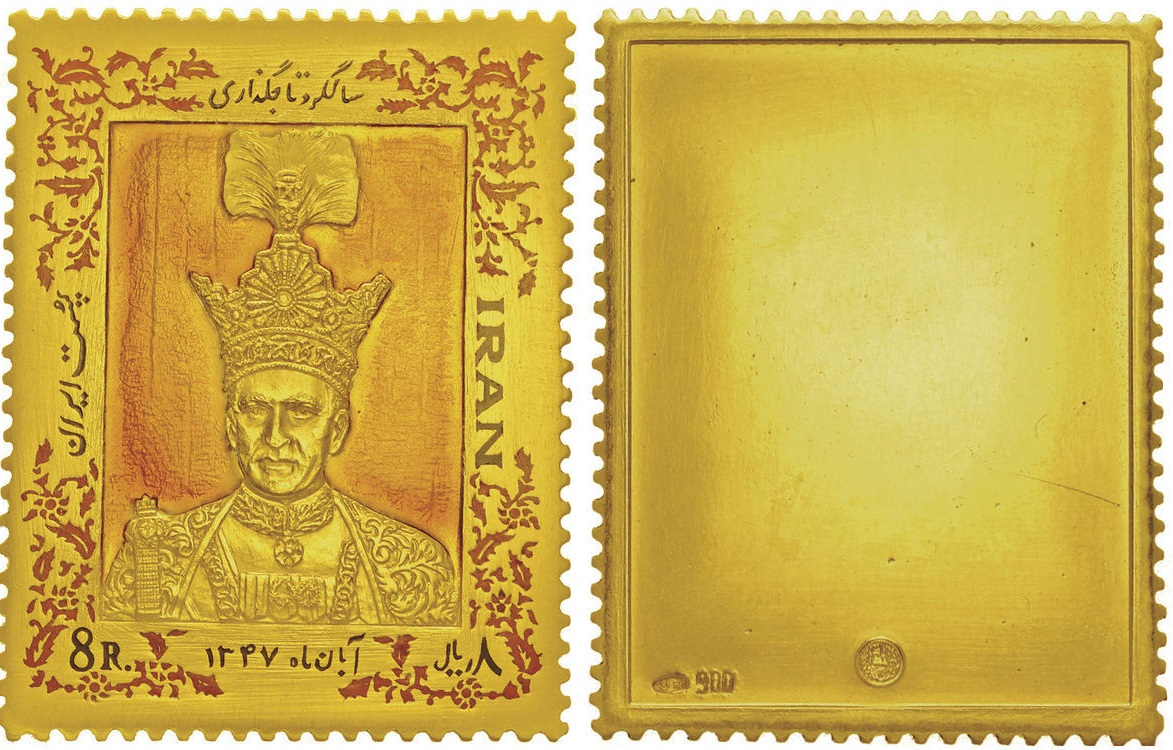
تمبر طلا یادبود سالگرد تاجگذاری محمدرضا پهلوی به سفارش مؤسسه اعتباری دانشگاه؛ آرم این مؤسسه در پشت تمبر

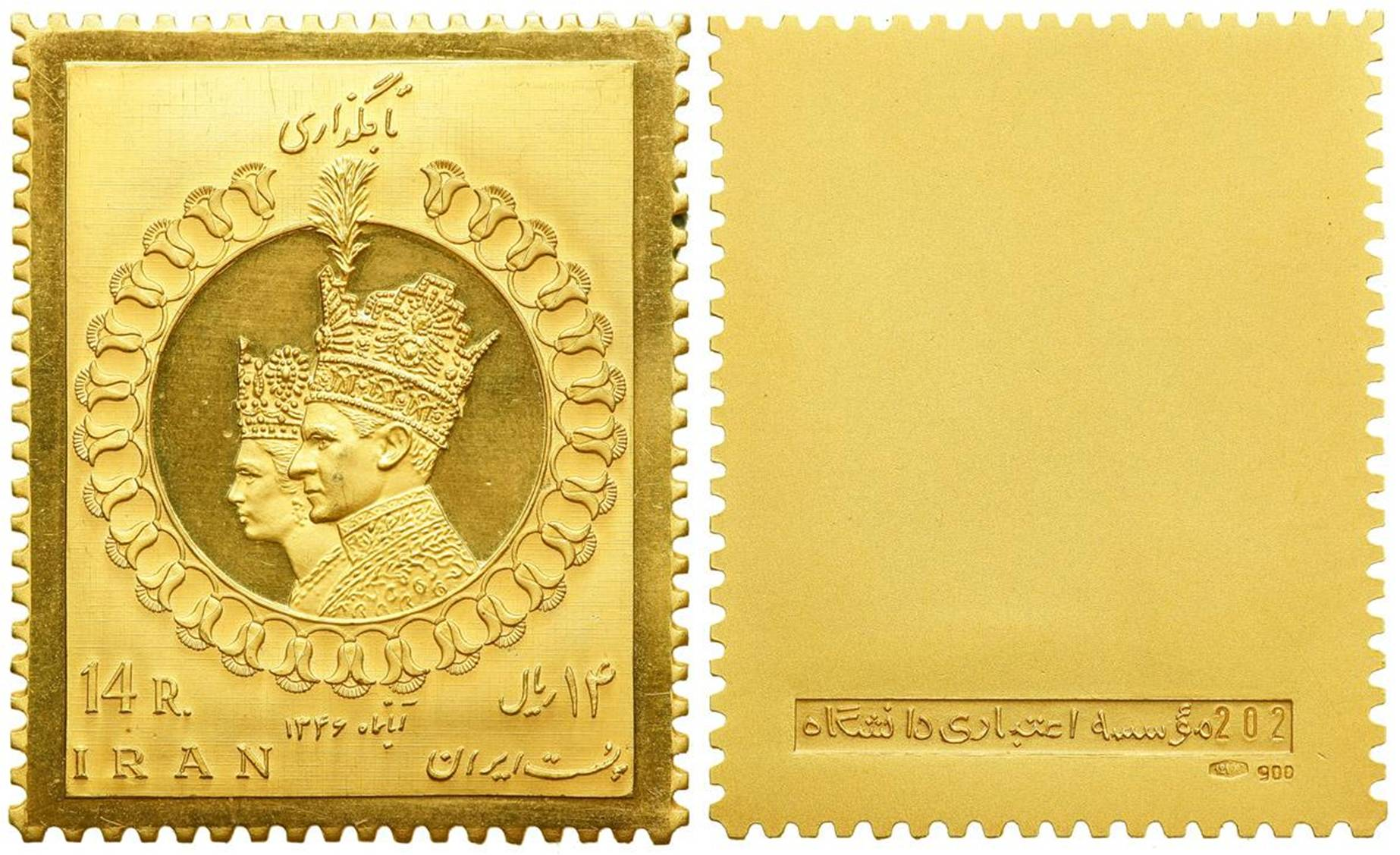
تمبر طلای یادبود تاجگذاری به سفارش مؤسسه اعتباری دانشگاه

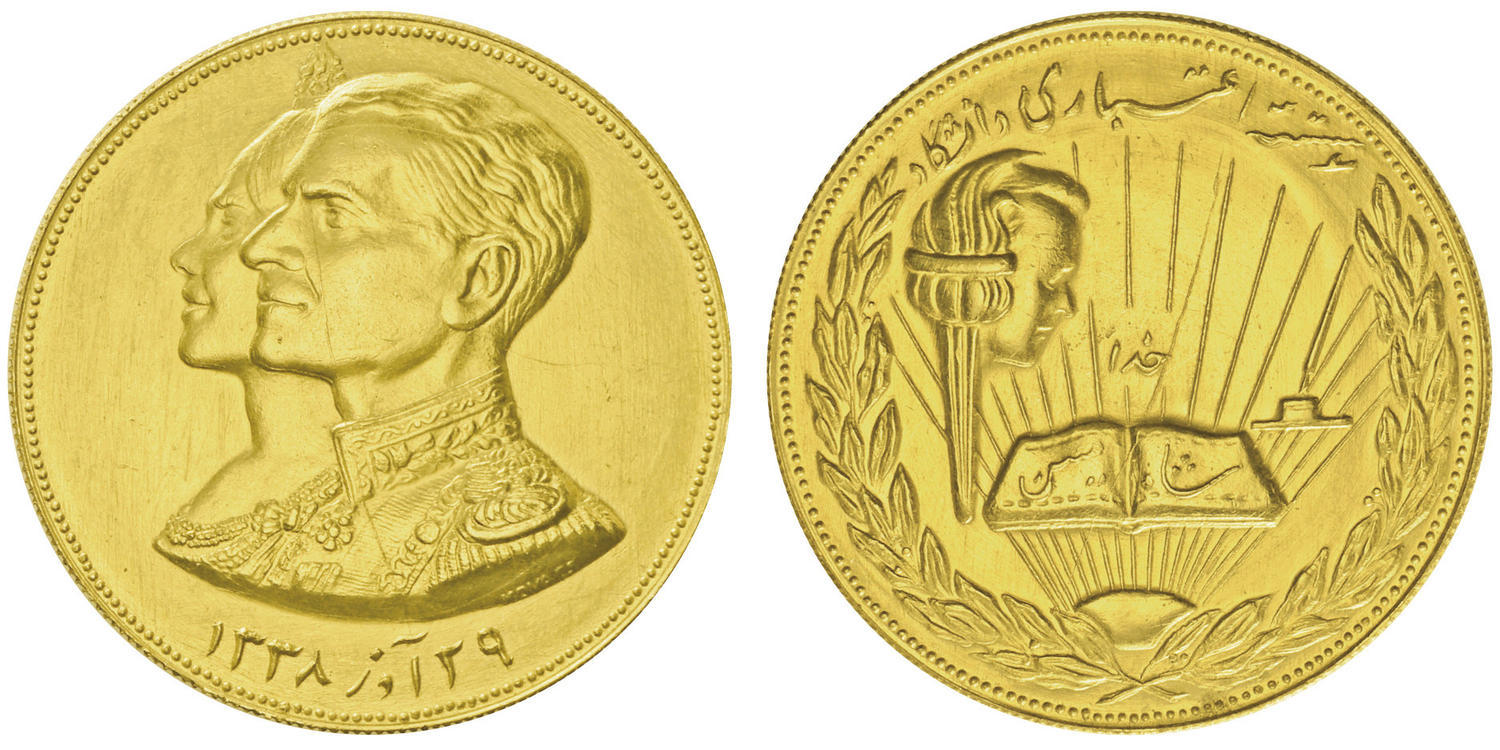
نشان یادبود ازدواج محمدرضا پهلوی و فرح به سفارش مؤسسه اعتباری دانشگاه؛ ۲۹ آذر ۱۳۳۸

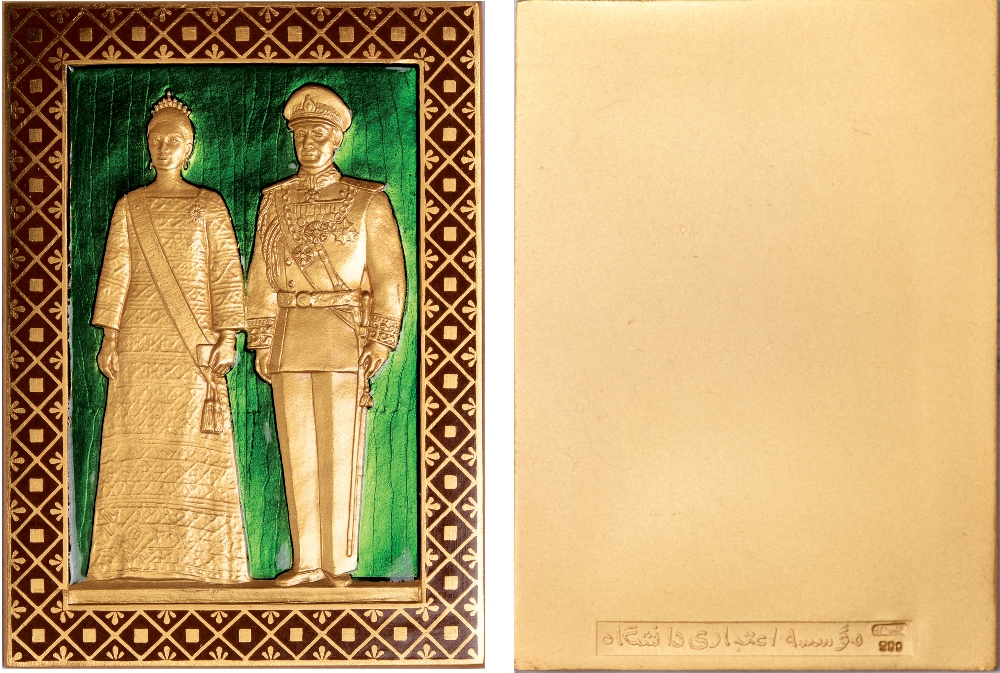
تابلوی طلای محمدرضا و فرح پهلوی به سفارش مؤسسه اعتباری دانشگاه

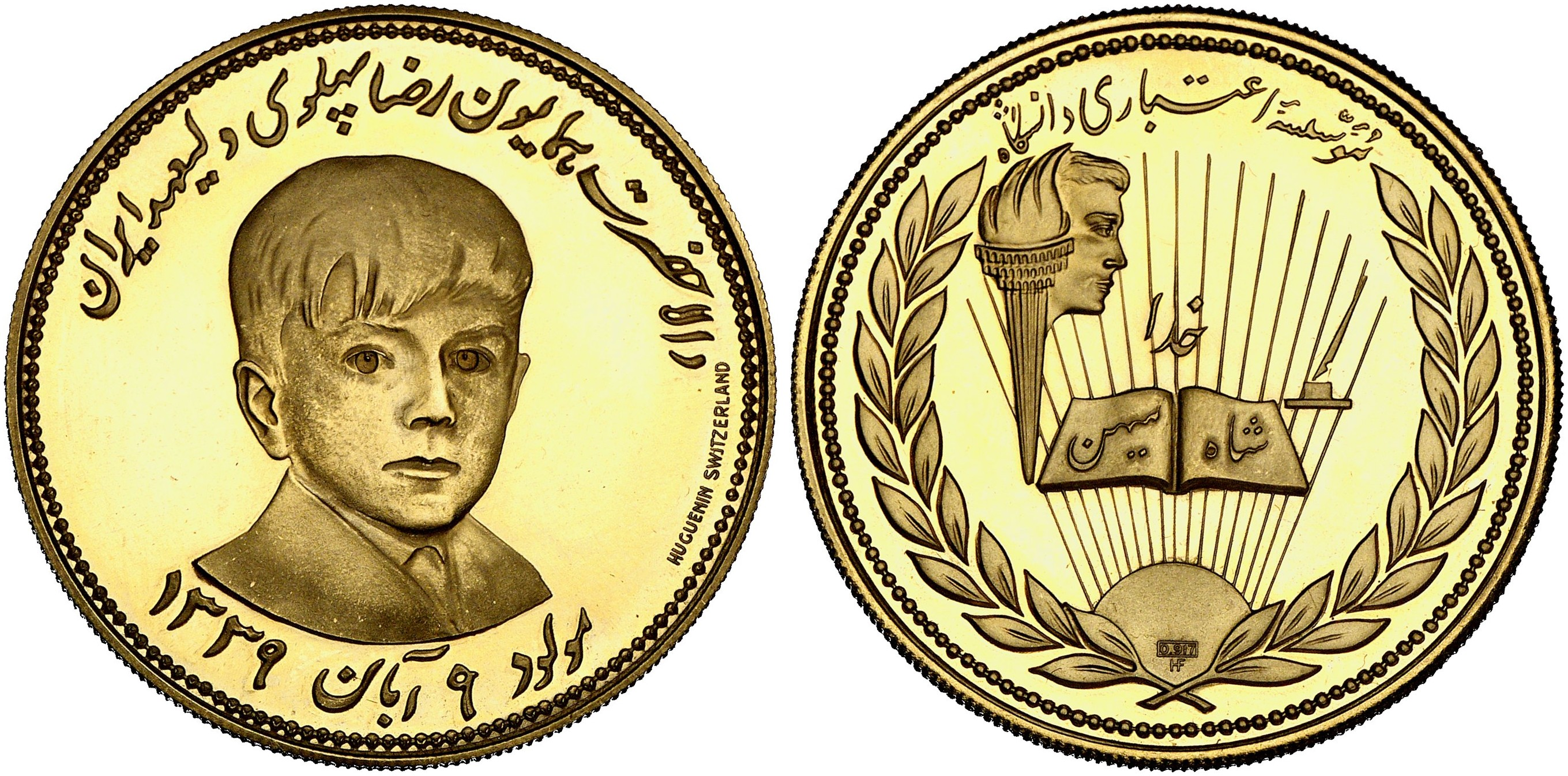
نشان یادبود ولیعهد به سفارش مؤسسه اعتباری دانشگاه؛ ضرب سوئیس به سال ۱۳۳۹

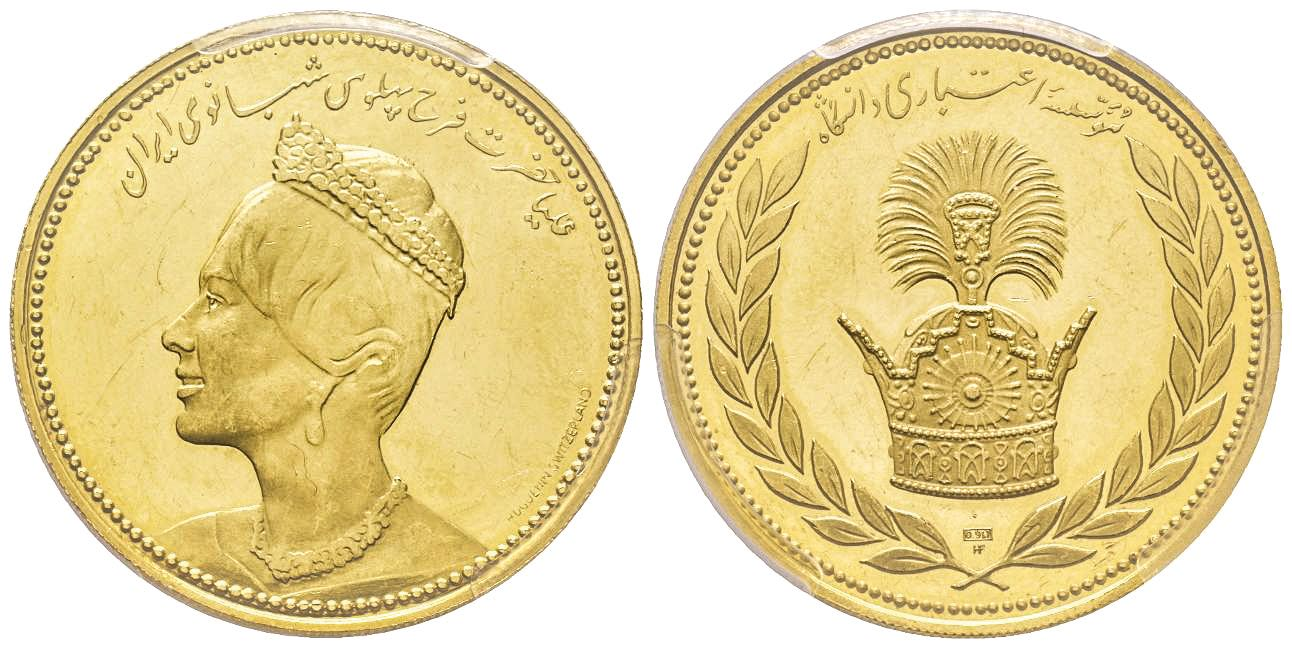
نشان یادبود فرح پهلوی به سفارش مؤسسه اعتباری دانشگاه؛ ضرب سوئیس

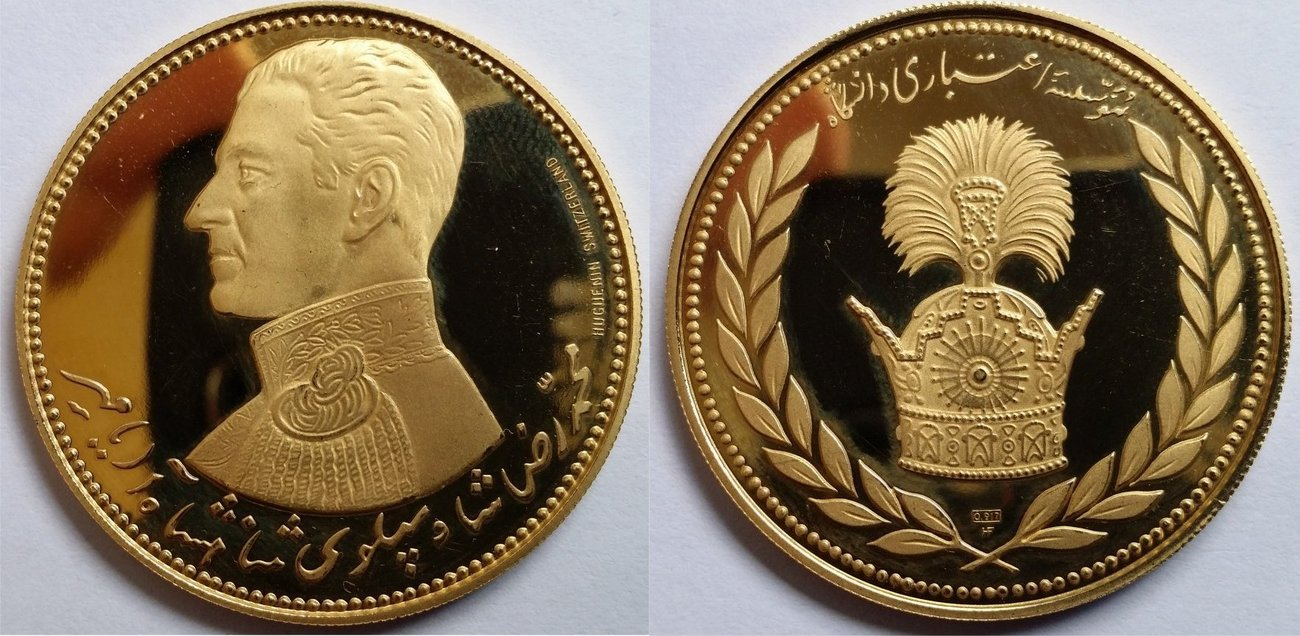
مدال یادبود محمدرضا پهلوی ضرب سوئیس به سفارش مؤسسه اعتباری دانشگاه

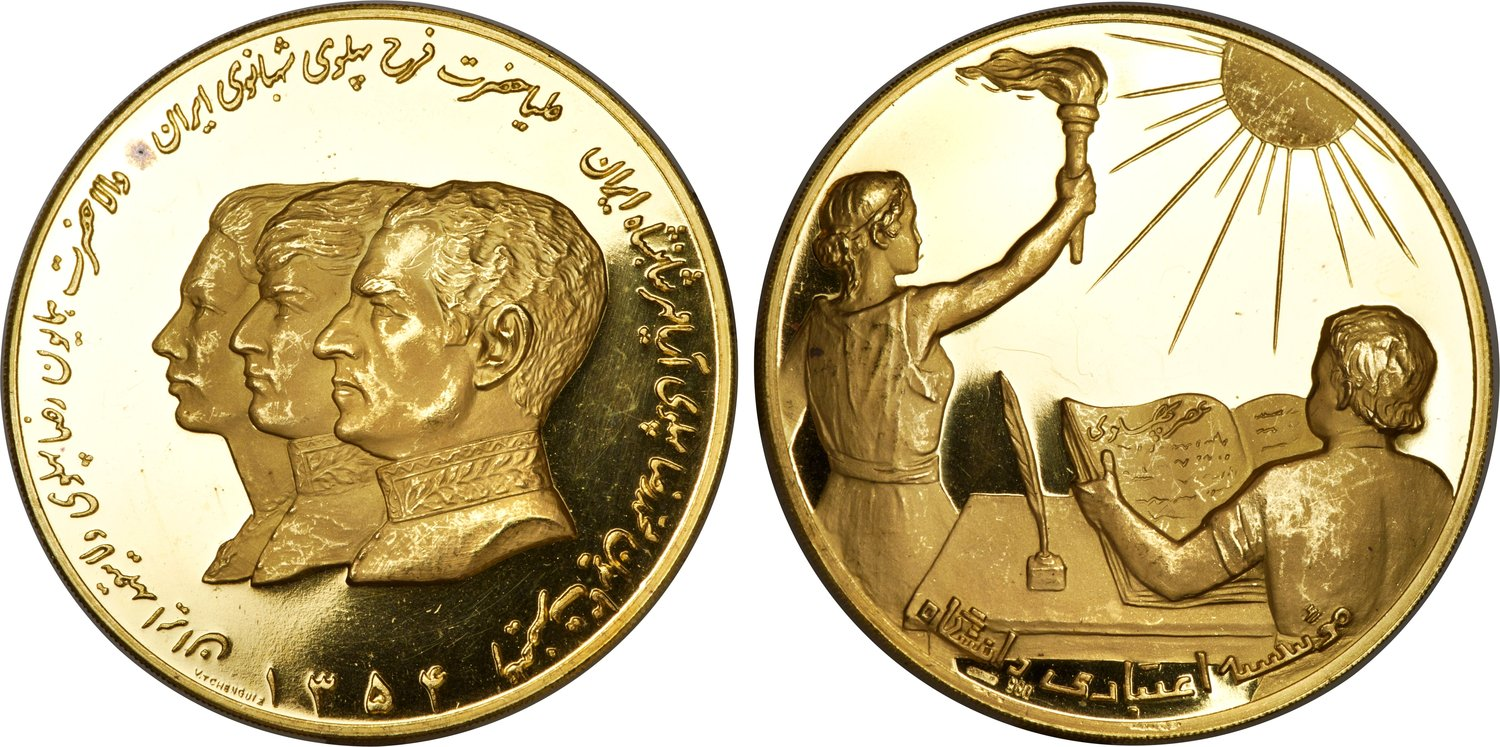
یادبود خانواده سلطنتی به سفارش مؤسسه اعتباری دانشگاه

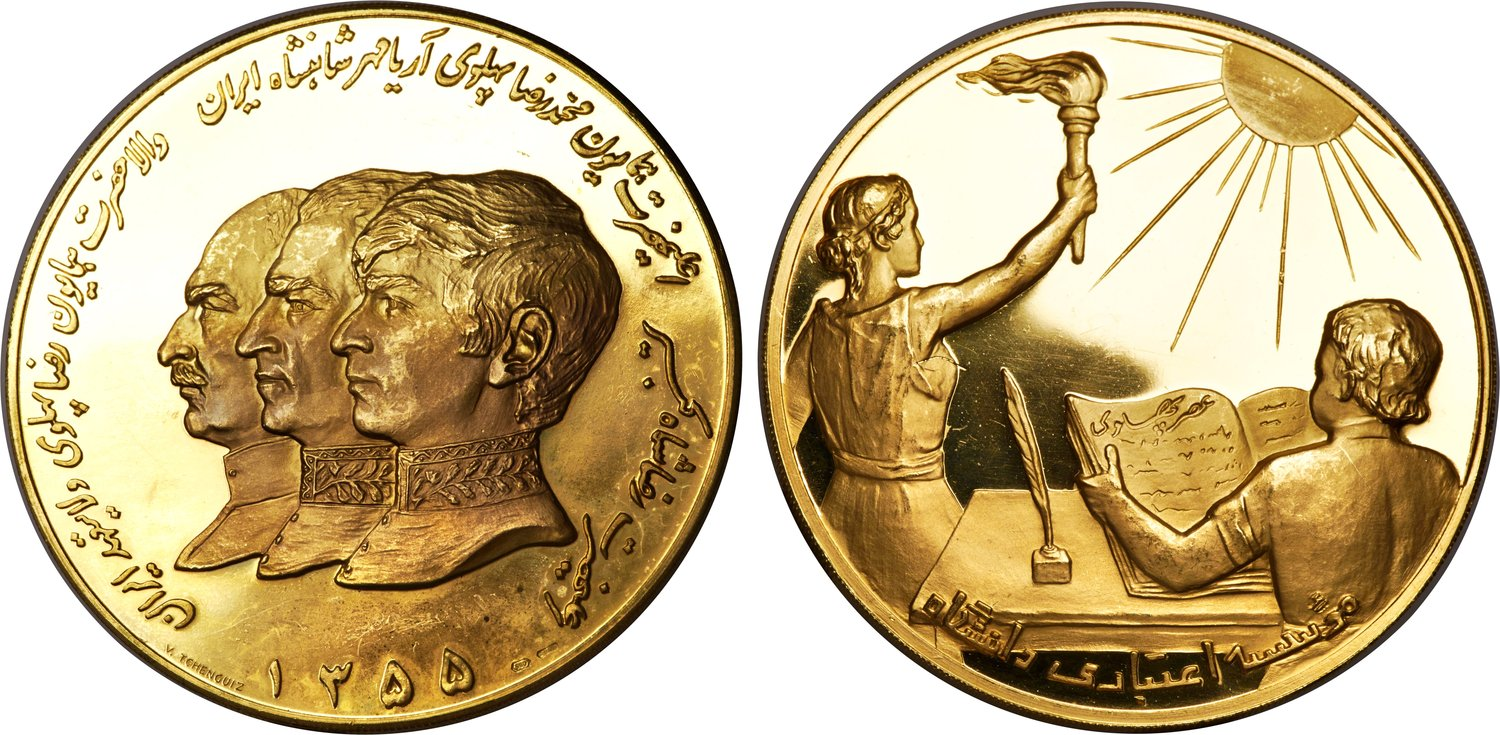
مدال یادبود خاندان پهلوی به سفارش مؤسسه اعتباری دانشگاه

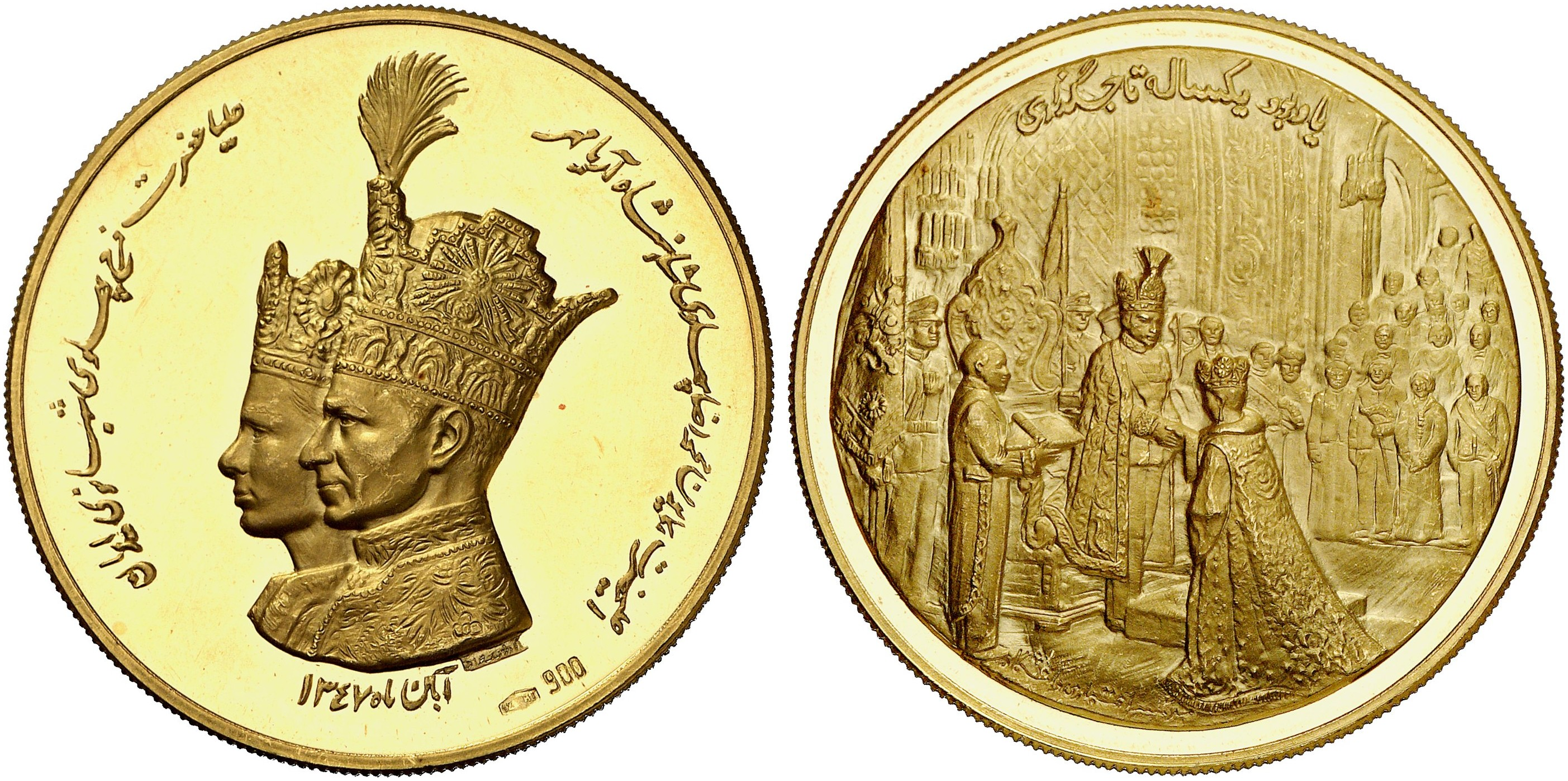
نشان یادبود یکساله تاجگذاری به سفارش مؤسسه اعتباری دانشگاه و طراحی حسن ارژنگ نژاد

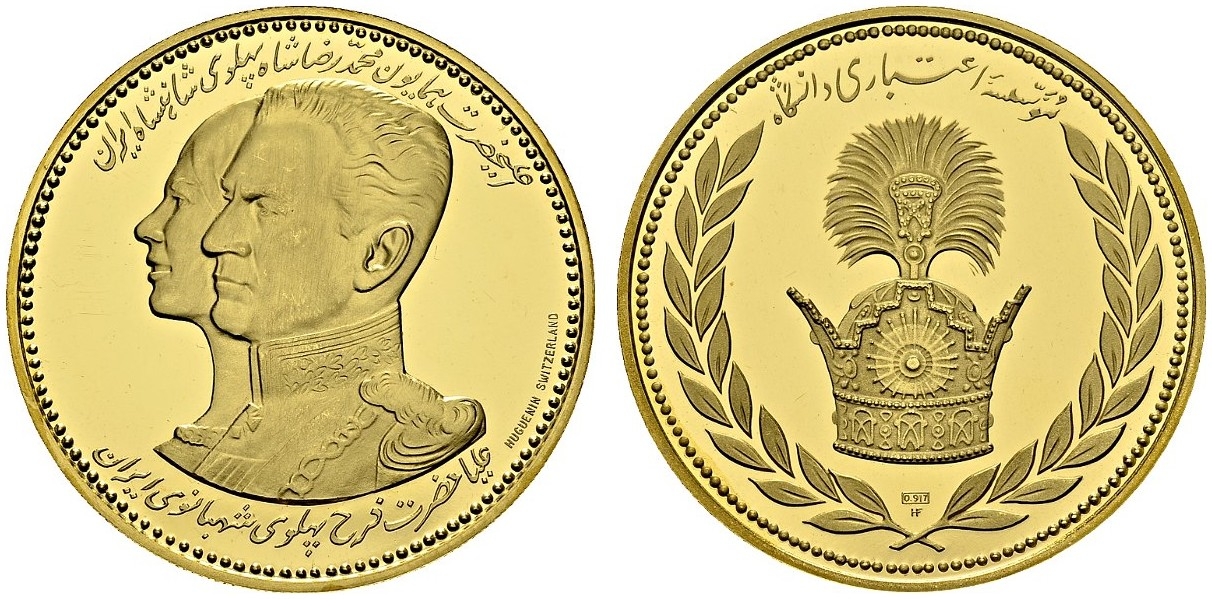
نشان یادبود محمدرضا و فرح پهلوی به سفارش مؤسسه اعتباری دانشگاه

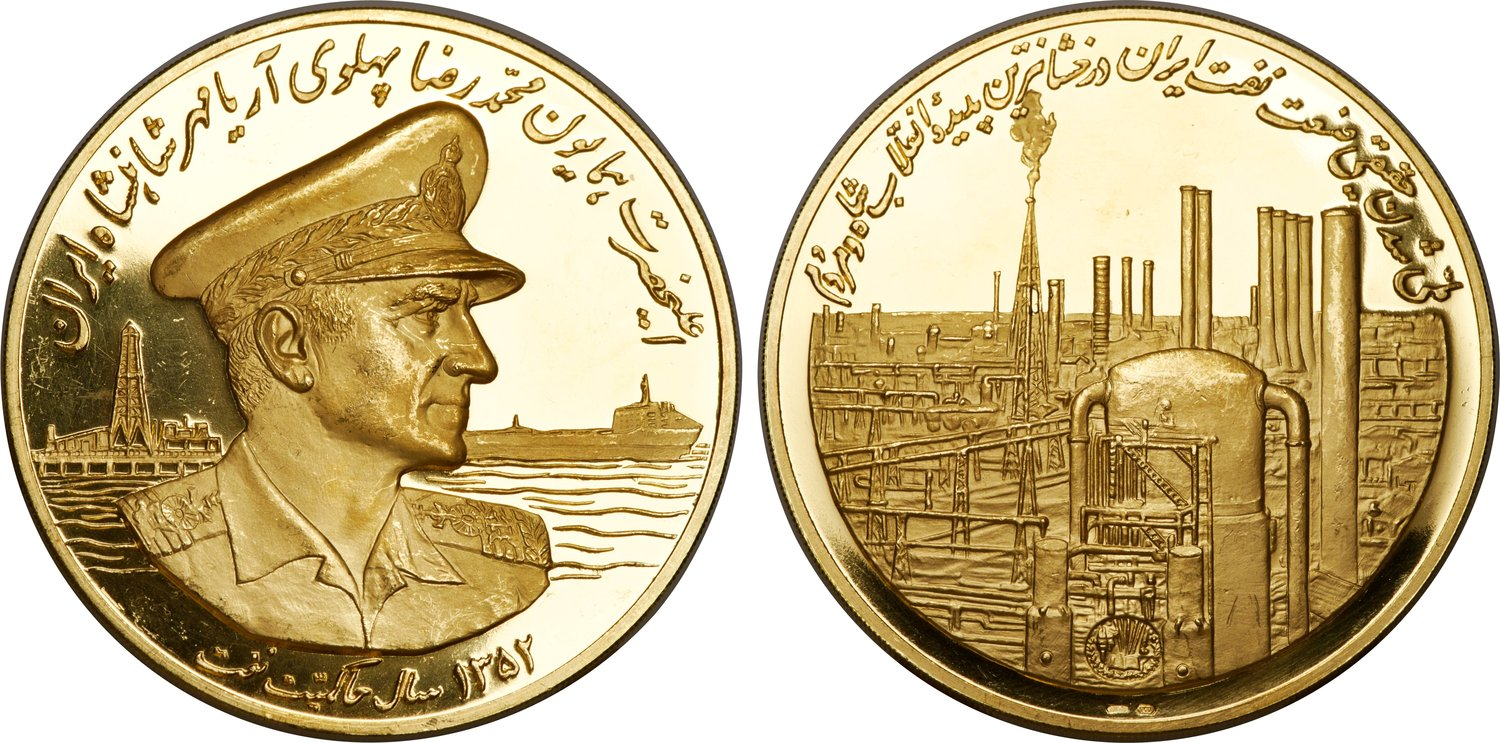
یادبود سال حاکمیت نفت به سفارش مؤسسه اعتباری دانشگاه

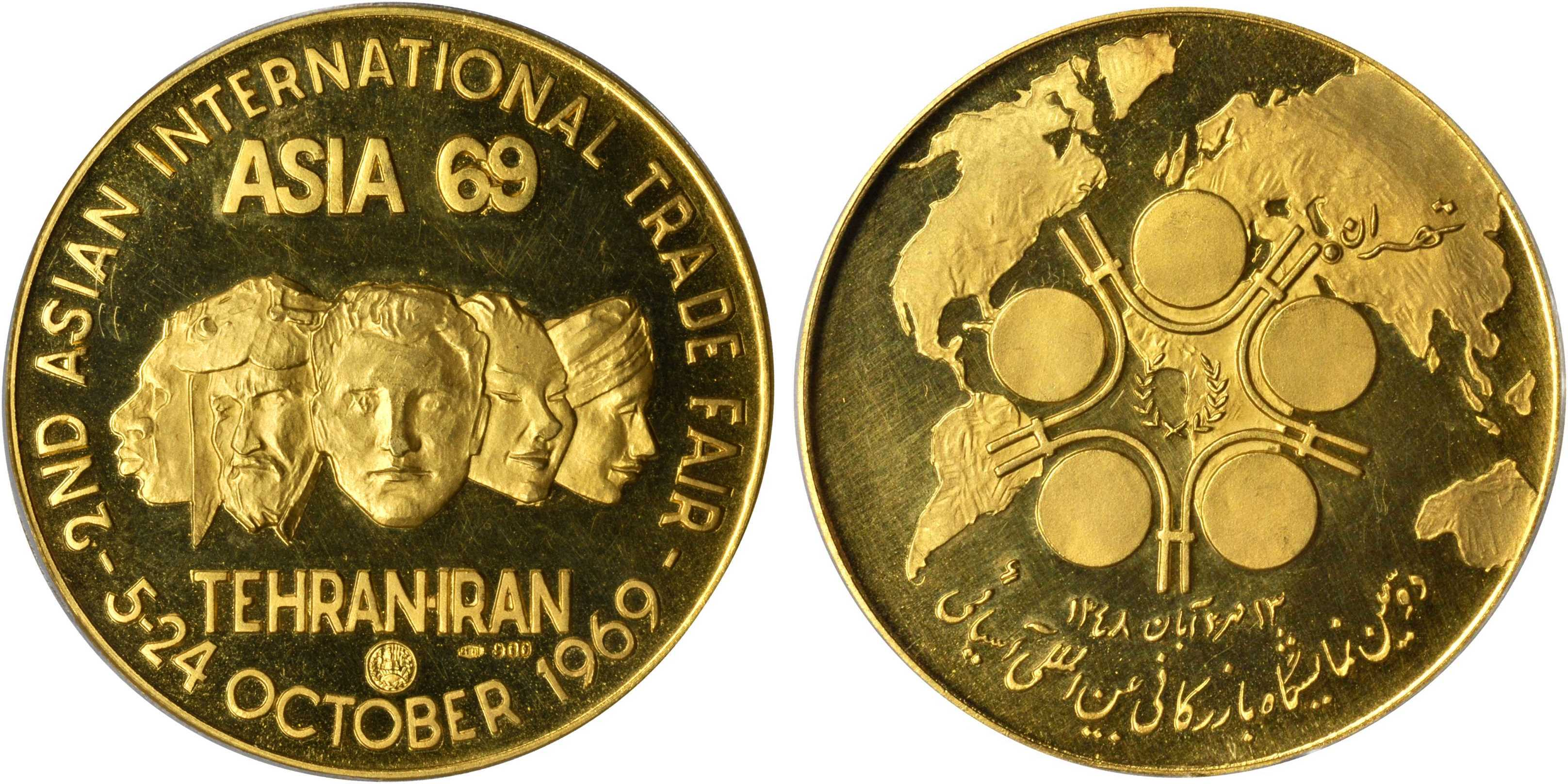
نشان یادبود دوّمین نمایشگاه بازرگانی آسیائی به سفارش مؤسسه اعتباری دانشگاه؛ آرم این مؤسسه در پشت مدال و در زیر املای لاتین تهران دیده میشود.

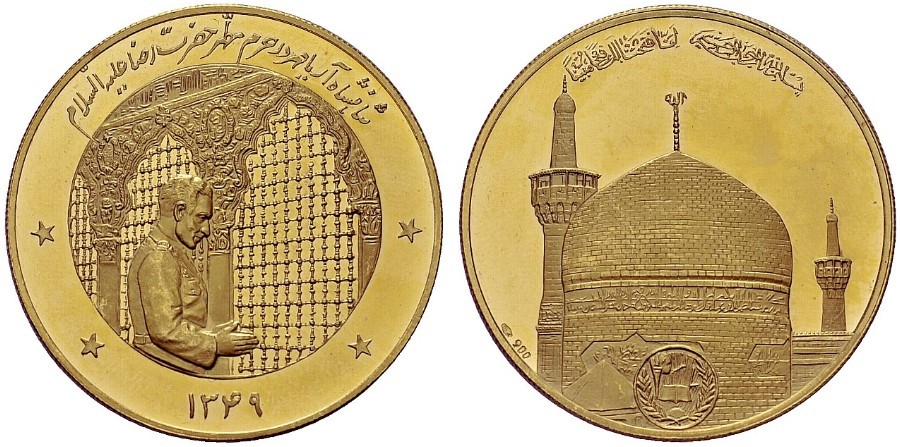
یادبود حضور محمدرضا پهلوی در مشهد؛ سفارش مؤسسه اعتباری دانشگاه

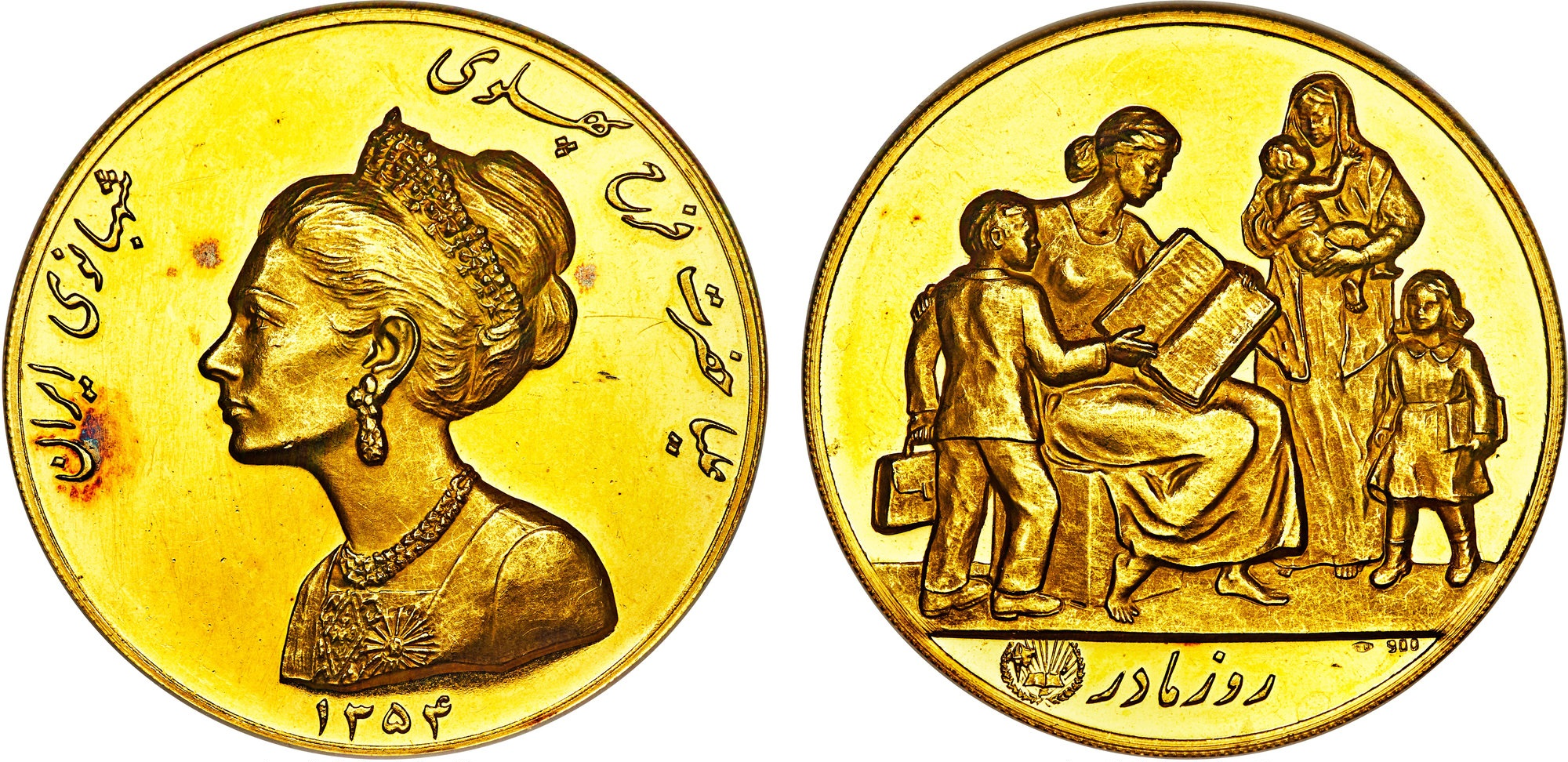
مدال یادبود روز مادر به سفارش مؤسسه اعتباری دانشگاه

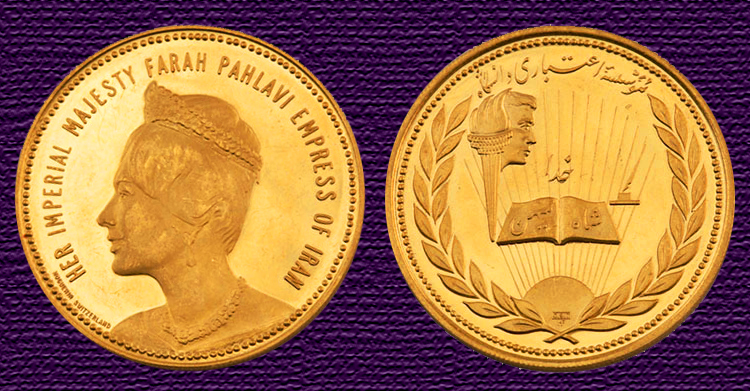
نشان مؤسسهٔ اعتباری دانشگاه روی سکه یادبود فرح پهلوی

مؤسسهٔ اعتباری دانشگاه (ماد) نام مؤسسه‌ای است که به منظور اعطای وام شرافتی به دانشجویان دانشگاه‌ها در دورهٔ پهلوی تأسیس شد. مبتکر این مؤسسه سناتور علی وکیلی بود. در مصاحبه ای که  علی وکیلی، رئیس هیئت مدیره موسسه، با مخبرین جراید به عمل آورد گفت: ما کوشش می کنیم سرمایه لازم برای تاسیس یک بانک را جمع آوری کنیم همین که موفق جمع آوری آن شدیم بلافاصله اقدام به تاسیس بانک دانشگاه خواهیم نمود. اقدامات بزرگ و وسیع به نفع فرهنگ  و دانشجویان با استعداد ولی بی بضاعت خواهیم داشت همچنین در نظر داریم که پس از به وجود آمدن بانک دانشگاه و گشایش مالی اقدام به تاسیس دانشگاه ملی یا حداقل دانشکده ملی بنماییم.  کلیات تأسیس این مؤسسه در دورهٔ نوزدهم مجلس شورای ملی به تصویب رسید. درآمد این مؤسسه از محل اعتبار دانشگاه‌ها، کمک اتاق بازرگانی و محل فروش سکه‌ها و مدال‌های یادبود بود.

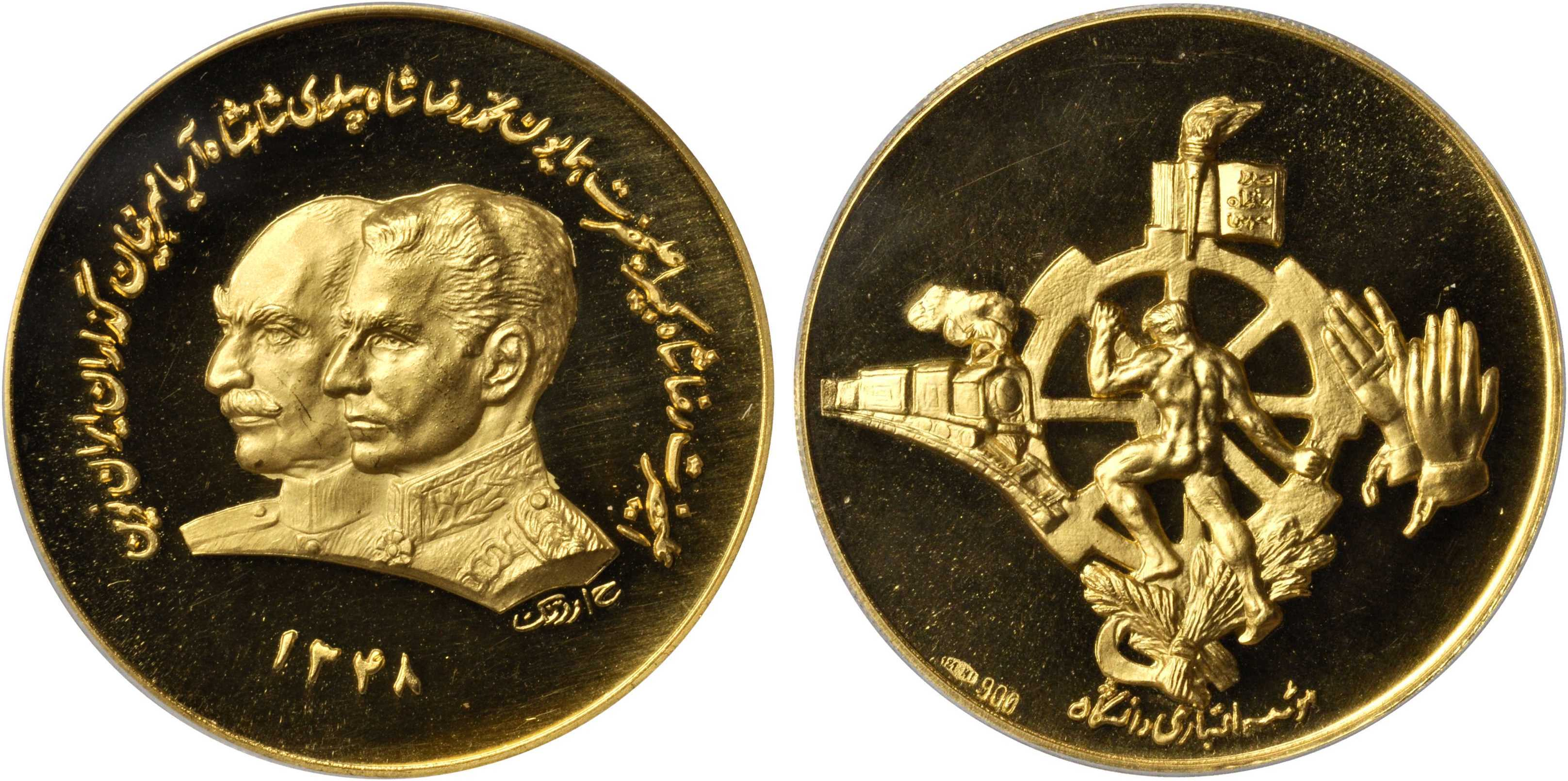
مدال بنیانگذاران ایران نوین؛ طراحی حسن ارژنگ نژاد به سفارش مؤسسه اعتباری دانشگاه

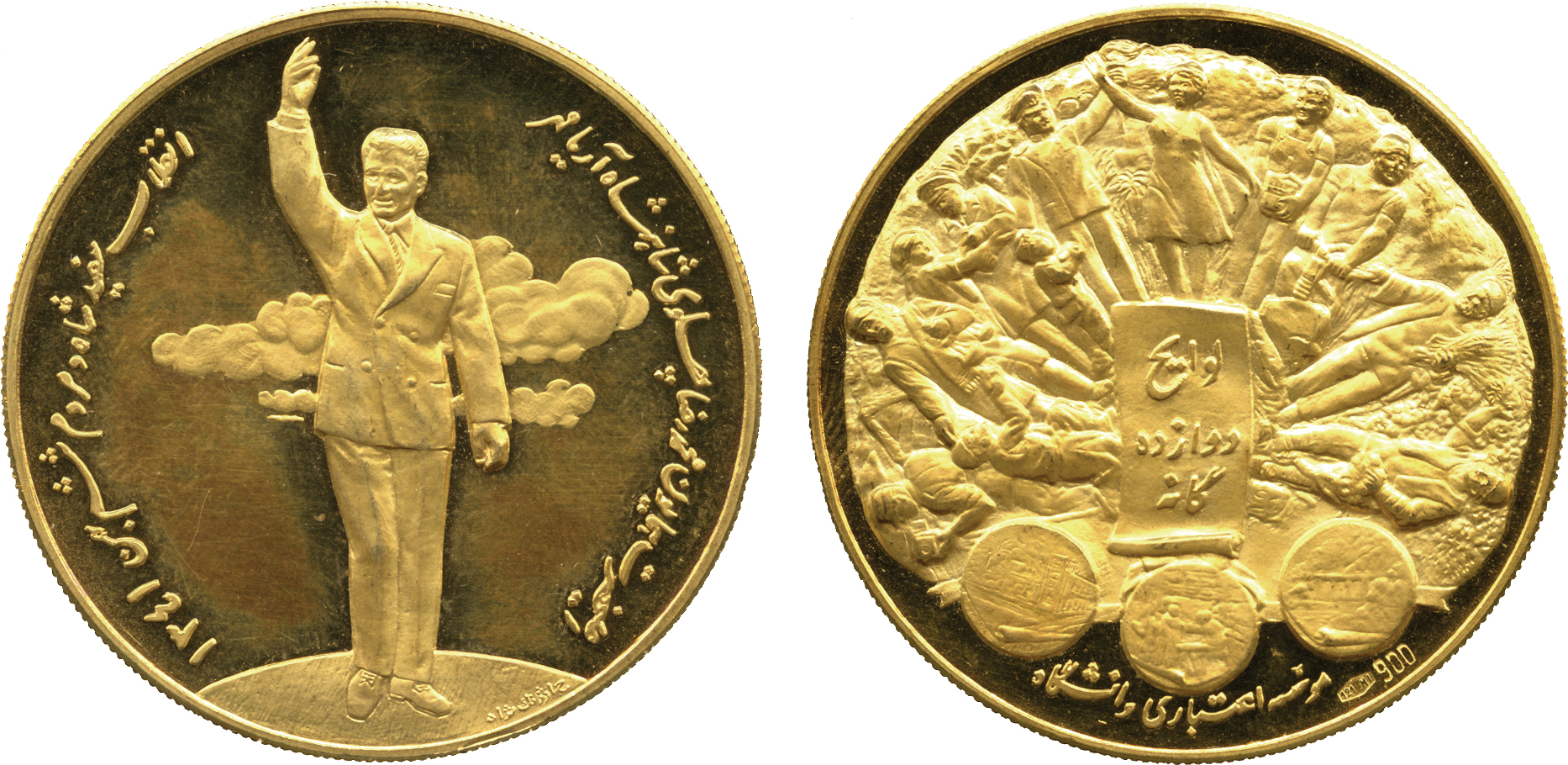
مدال یادبود انقلاب سفید با طراحی حسن ارژنگ نژاد و به سفارش مؤسسه اعتباری دانشگاه به سال ۱۳۴۱ خورشیدی

برای کمک به این مؤسسه سکه‌ها و مدال‌های یادبود این مؤسسه در سال ۱۳۴۴ از قوانین گمرکی معاف شد.

## تاریخچه
در سال‌هایی که قشر عظیمی از جوانان نخبه کشور به علت مضیقه مالی برای ادامه تحصیل با دشواری روبه‌رو بودند، ایده تأسیس مؤسسه‌ای با هدف اعطای وام به دانشجویان بااستعداد از سوی علی وکیلی، سناتور وقت، در سال ۱۳۳۸ مطرح گردید. جمعی از اعضای عرصه صنعت و تجارت کشور در سال ۱۳۳۸ این مؤسسه را تحت عنوان ماد ایجاد کردند. ماد خاطره‌ایست که در ذهن تمامی دانش‌آموختگان دانشگاه تهران نقش بسته، چه آن‌هایی که در ایام تحصیل به این مؤسسه مراجعه کرده‌ا‌ند و چه آن‌هایی که تنها در انتهای سال جهت تکمیل مدارک فارغ‌التحصیلی به این مؤسسه رفته‌اند.
بیش از نیم قرن از زمانی می‌گذرد که ایده تأسیس مؤسسه اعتباری دانشگاه ماد به ذهن سناتور علی وکیلی خطور کرد؛ ایده‌ای که با هدف ایجاد خودکفایی و بی‌نیازی از حضور تکنسین‌ها و مهندسان خارجی در خطوط تولید داخلی کلید خورد.
دهه ۳۰ و ۴۰ یکی از مهمترین برهه‌های زمانی در کشور در مسیر پیشرفت علمی، اجتماعی و اقتصادی بود؛ به طوری که بسیاری از کارآفرینان در شاخه‌های مختلف صنعتی ورود پیدا کرده بودند و با راه‌اندازی کارخانه‌های متعدد، کشور در جهت ترقی گام برداشته بود، اما به دلیل نبود نیروهای متخصص داخلی، همچنان نیازمند استفاده از تکنسین‌های خارجی بودیم؛ چرا که تعداد افراد دانشگاه رفته به دلیل محدودیت ظرفیت پذیرش دانشگاه و هزینه‌های آن محدود بود. در عین حال جوانان با استعداد و با نبوغی در کشور وجود داشتند که به دلیل فقر مالی و نداشتن استطاعت خانوادگی قادر نبودند ادامه تحصیل داده و استعداد خود را پرورش دهند. هر سال ۱۰ برابر احتیاج دانشکده‌ها، جوانان دیپلم تقاضای تحصیل داشتند و در کنکور دانشکده‌ها شرکت میکردند و فقط یک دهم آنها موفق به تحصیل می‌شدند. صدها جوان باهوش و بااستعداد هم وجود داشتند که حتی قادر به پرداخت تامین منابع مالی اولیه خود نبودند. در چنین شرایطی بود که ایده تأسیس یک مؤسسه اعتباری برای حمایت از تحصیل جوانان با استعداد از سوی علی وکیلی مطرح و در سال ۱۳۳۸ با همت جمعی از خوش‌فکران عرصه صنعت و تجارت کشور تأسیس شد. وکیلی که آن زمان ریاست اتاق بازرگانی تهران را برعهده داشت، به عنوان رییس هیئت‌مدیره مؤسسه انتخاب شد و طی مصاحبه‌ای با جراید، هدف از تأسیس این مؤسسه را کمک به فرهنگ و تقویت نیروی جوانان و تسهیل امکان ادامه تحصیل دانشجویان و فراهم آوردن وسایل و اعطای اعتبار از سود ویژه مؤسسه به دانشجویانی عنوان کرد که به گفته او قوه مالی برای ادامه تحصیل خود ندارند. او برنامه مؤسسه را این گونه توضیح داده بود: تلاش بر آن است سرمایه لازم برای تأسیس یک بانک نیز جمع آوری شود تا پس از تأسیس آن، عملیات تجاری و مالی وسیع انجام شود، با کمک دوستان و تجاران سود بیشتری به دست بیاید و از رهگذر آن، امکان اقدامات بزرگ و وسیع به نفع فرهنگ و دانشجویان بااستعداد ولی بی بضاعت فراهم شود. 
موسسان مؤسسه اعتباری دانشگاه بر این باور بودند کشور نمی‌تواند و نباید از این دسته جوانان صرف‌نظر کند چرا که هر یک از این جوانان با استعداد، حداقل می‌توانند یک کادر ارزنده و متخصص باارزش باشند و چه بسا که بعضی از آنها موجب تحولات بزرگی در رشته تخصصی خود شوند. موسسان مؤسسه اعتقاد داشتند که اگر بتوان مشکل یک لقمه نان را برای جوانان با استعداد حل و فصل کرد، آنها در فردای کشور قادر خواهند بود نان و آب بیشتری به ملت و کشور خود برسانند. طبق ماده ۱۳ اساسنامه مؤسسه، اعضای شورای مؤسسه حداقل ۲۱ نفر از جمله رئیس دولت، وزیر فرهنگ، رئیس دانشگاه، رئیس بانک ملی ایران، دادستان دیوانعالی کشور، رئیس اتاق بازرگانی تهران و ۱۵ نفر اعضای مؤسس را که بیش از دیگران حق عضویت داده باشند، شامل میشد. در فصل دوم اساسنامه، سرمایه اولیه ۱۰ میلیون ریال بود که امضا کنندگان اساسنامه مؤسسه در موقع ثبت پرداخت کردند. تا پایان سال ۱۳۳۹ سرمایه موسسه به ۱۸  میلیون ریال افزایش یافت و قریب به ۶۰ نفر دانشجو از تهران ، تبریز، مشهد، اصفهان ، شیراز و اهواز با دریافت وام مشغول ادامه تحصیل شدند.طبق اساسنامه ثبت شده موسسه دارای شورایی مرکب از ۲۱ نفر به شرح زیر بود: نخست وزیر وقت، وزیر فرهنگ، رئیس دانشگاه، دادستاان دیوان عالی کشور، رئیس بانک ملی ایران و همچنین رئیس وقت اتاق بازرگانی تهران و سایر اعضای شورای موسسه اشخاصی هستند که عضویت افتخاری این موسسه را با پرداخت وجه قابلی علاوه بر کمک معنوی قبل کرده و بدین ترتیب به عضویت رسمی موسسه درآمده و دارای پنج نفر هیئت مدیره-که موسسه را اداره می کنند میشد. در آخر هر ماه نیز جمع وجوه دریافتی به نام افزایش سرمایه مؤسسه به اداره ثبت شرکتها کتبی اطلاع داده میشد. براساس آنچه به تصویب رسید، پرداختی هر عضوی بابت حق عضویت بوده و جزو سرمایه مؤسسه اعتباری دانشگاه محسوب می‌شد و در هیچ وقت و به هیچوجه اصل و سود آن قابل مطالبه و استرداد نبود. روی این اصل مؤسسان و بانیان مؤسسه در همان ابتدا معتقد و مؤمن شدند که پول پرداختی در حکم وقف سرمایه ای در راه بهبود فرهنگ و تعالی کشور باشد و کسی که پولی را میدهد باید به طور قطع و یقین از اصل و فرع آن چشم پوشی کند و در عوض طالب منافع معنوی و خداپسندانه آن باشد. مواد فوق در حقیقیت وضع سرمایه مؤسسه را به طور دقیق روشن میکرد. در اساسنامه تقسیم سود ویژه این گونه تعریف شده بود که ۱۵ درصد به حساب ذخیره، ۷۰ درصد به حساب مخصوص اعطای وام به دانشجویان طبق آیین نامه مخصوص و ۱۵ درصد به حساب مخصوص انتقال داده شود. این قسمت در اختیار شورای مؤسسه اعتباری دانشگاه بود تا در مواقع احتیاج و لزوم در توسعه و پیشرفت مقاصد و هدفها به هر قسم که صالح دانسته می‌شد، اختصاص یابد؛ به طوری که دیده میشود تقریبا ۸۵ درصد از سود ویژه صرف کمک به دانشجویان و کارهای دیگر فرهنگی میشد و آن ۱۵ درصد دیگر از نظر حفظ و تضمین سرمایه مؤسسه نگهداری می‌شد.

## اعضاء هیئت رئیسه و هیئت مدیره موسسه اعتباری دانشگاه
اولین جلسه شورای موسسه اعتباری دانشگاه در ساعت ۵ بعد از ظهر روز سه شنبه شانزدهم شهریور ماه ۱۳۳۸ بر حسب دعوت قبلی اولین جلسه شورای موسسه اعتباری دانشگاه در دفتر نخست وزیر با حضور آقایان زیر تشکیل گردید :
- منوچهر اقبال:  نخست وزیر
- محمود مهران: وزیر فرهنگ
- احمد فرهاد: رئیس دانشگاه تهران
- عبدالحسین علی‌آبادی: دادستان دیوان عالی کشور
- احمد مجیدی: قائم مقام بانک ملی ایران
- علی وکیلی: رئیس اتاق بازرگانی تهران

آقایان موسس اولیه نیز به شرح ذیل حضور داشتند
علی وکیلی ، محمد مهدی لاری ،  محمد جواد حریری، عبدالله مقدم، حسن کاشانیان، عبدالحسین فاطمی شیرازی، احمد وهاب زاده، علی اصغر ناصحی، اصغر پناهی از طرف شرکت ثابت پاسال، محمد قریشی ، فریدون سودآور از طرف شرکت مریخ، واهان ابراهیمیان، محمد علی فرنودی، محمود لاجوردی، حسین قاسمیه، احمد اخوان علیزاده،  کریم خامنه پور ازطرف رحیم خامنه پور (آقایان حبیب‌الله القانیان و حسین نوشیروانی در مسافرت بودند )
اعضای شورای موسسه اعتباری به شرح ذیل اتفاق آرا انتخاب گردیدند:
هیئت رئیس شورای موسسه اعتباری دانشگاه:
- منوچهر اقبال (نخست وزیر) : رئیس شورا
- محمود مهران (وزیر فرهنگ) : نائب رئیس
- احمد فرهاد (رئیس  دانشگاه تهران): نائب رئیس
- محمود لاجوردی : دبیر
- سلیمان وهاب  زاده : دبیر

سپس اساسنامه موسه که در 41 ماده تدوین شده و از طرف موسسین اولیه تصویب و به ثبت رسیده و انتخاب هیئت مدیره و بازرسان موسسه به شرح ذیل مورد تایید و تصویب شورا قرار گرفت:
- علی وکیلی: رئیس هیئت مدیره
- محمد مهدی لاری : نایب رئیس
- محمد جواد حریری : نایب رئیس
- عبدالله مقدم : خزانه دار
- علی اصغر ناصحی : دبیر

آقایان حسن کاشانیان و  عبدالحسین فاطمی شیرازی به سمت بازرسان موسسه انتخاب گردیدند. 

## مدال‌های یادبود
این مؤسسه به مناسبت‌های گوناگون در دورهٔ پهلوی اقدام به سفارش ضرب سکه‌ها و مدال‌های یادبود به مناسبت تاجگذاری، جشن‌های دو هزار و پانصد ساله و پنجاهمین سال سلطنت پهلوی نمود. فعالیت این مؤسسه با انقلاب ۱۳۵۷ متوقف شد اما بار دیگر در سال ۱۳۶۷ آغاز به کار نمود. از سال ۱۳۶۷ تا ۱۳۷۱ تعداد محدودی وام دانشجویی به دانشجویان نیازمند اعطا کرد اما به دلیل عدم تأمین منابع مالی، اعطای این وام متوقف شد. در حال حاضر مسئولیت ادارهٔ این مؤسسه بر عهدهٔ اتاق بازرگانی است.

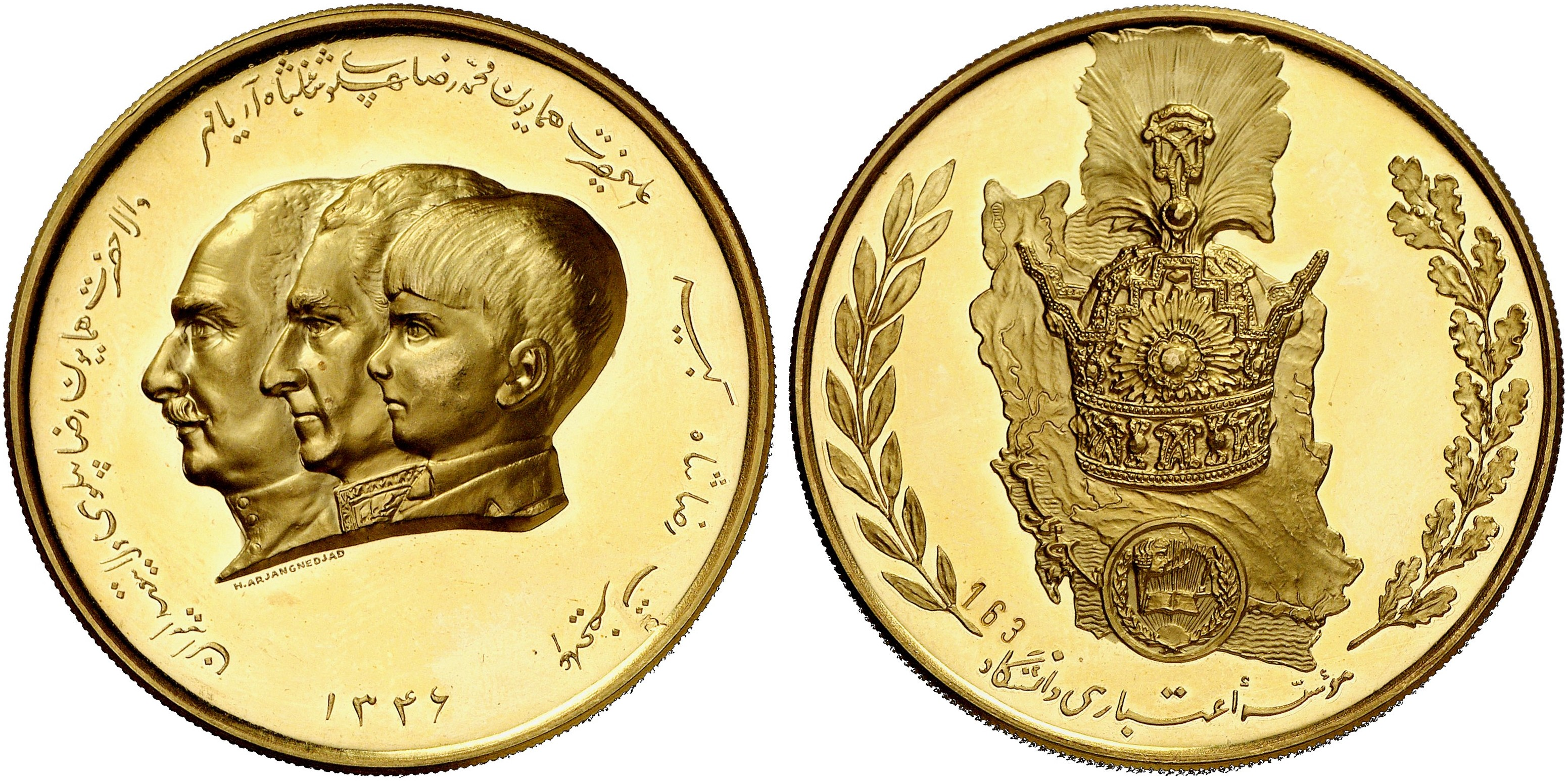
مدال طلای خاندان پهلوی طراحی حسن ارژنگ نژاد به سفارش مؤسسه اعتباری دانشگاه